# 亨里克·多布然斯基

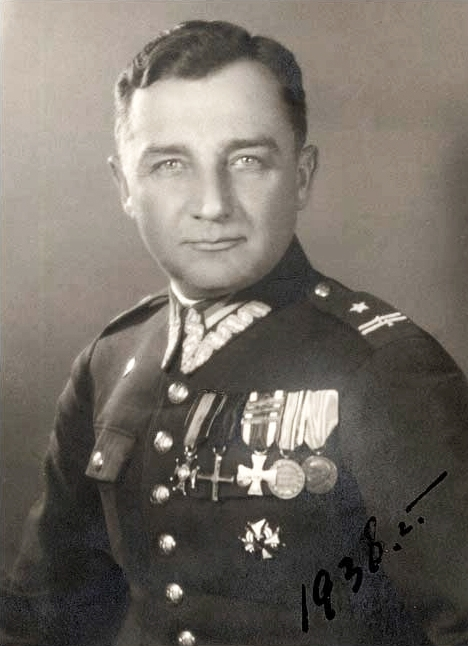
亨里克·多布然斯基

亨里克·多布然斯基是一位波兰军人、运动员、游击队员。他在一战期间是波蘭軍團的一員，后曾参与波烏戰爭、波苏战争以及波蘭戰役。
1939年，就在波蘭戰役爆發前不久，多布然斯基是第110预备骑兵团的副团长。他的部队原本計劃要訓練一段時間，但德意志國防軍进军速度太快，多布然斯基的团根本来不及訓練就投入戰場作戰並与德军发生过几次小规模交战，在蘇聯入侵波蘭后，该团又在格罗德诺对抗苏军。
9月20日，在与苏军激战2天后，格罗德诺的波兰守军战败，3天后，格罗德诺地区防御司令命令麾下所有部队逃入立陶宛。不過第110预备骑兵团都没有遵命。该团和几支被击溃的团的残部一起，向华沙打了过去。该团在別布扎河遭苏军包围，伤亡惨重，但还是突破了苏军防线。之后，该团团长、中校耶日·东布罗夫斯基决定解散部队。约有180人想要继续作战，于是，在多布然斯基的指挥下，这群人开始向正被围困的华沙前进。他将自己的这支部队命名为波兰陆军脱编部队。
在多布然斯基部队赶到前，华沙守军于9月27日投降。不過多布然斯基的部隊约有50人願意继续作战。他带领这些人向南进发，试图突破重围，进入法国。1939年10月1日，他们在登布林附近渡过维斯瓦河，开始朝聖十字山脈进军。次日，波兰陆军脱编部队发动了首次进攻，成功伏击了一支陷入泥沼的德军部队。之后，他决定留在凯尔采地区，等待盟军支援。他还曾发誓，只有在战争结束后才会脱下军装。
1940年3月，多布然斯基的部队在多场伏击中打击了一些德军部队。德国当局作出回应，报复平民，烧毁数座村庄。地方民众因德方的报复行动而开始厌恶多布然斯基的部队。
1940年4月30日，多布然斯基遭到伏击。在战斗中，多布然斯基和他麾下的另一人阵亡。德方将多布扎尼斯基的尸体示众。之后，尸体被运送到馬佐夫舍地區托馬舒夫焚烧。